# Изгубен град
Изгубените градове или още изчезналите градове понякога са реално съществували, истински градове, а в други случаи са само плод на човешкото въображение. Изгубен град се нарича населено място, което с течение на времето запада и става необитаемо.
Много от изгубените градове са големи, проспериращи и изобилно населени райони, които изчезват внезапно вследствие на природни бедствия или опустошителни войни, или постепенно западат докато изчезнат.
Най-известните изгубени градове са интензивно изследвани от учените, предимно археолози. Изоставени градски обекти от сравнително скорошен произход обикновено се наричат призрачни градове.
Изгубените градове могат да бъдат разделени в три основни категории:
- Такива, които са напълно изчезнали, така че не се знае нищо за съществуването на града до неговото преоткриване и проучване.
- Такива, на които липсва точното местонахождение, но знание за тях е запазено в контекста на митове и легенди.
- Такива, за които винаги се е знаело тяхното съществуване и местоположение, но са незаселени от много отдавна.

Търсенето на такива загубени градове от европейски авантюристи в Северна и Южна Америка, Африка и Югоизточна Азия от петнадесети век насам води до развитието на науката археология.